# Liste der Therophytenreichen Pioniervegetation (mit Ausnahme des unmittelbaren Küstenbereiches) in Deutschland
Die Liste der Therophytenreichen Pioniervegetation (mit Ausnahme des unmittelbaren Küstenbereiches) in Deutschland wurde der Roten Liste gefährdeter Pflanzengesellschaften Deutschlands (Rennwald 2000) entnommen, die alle in Deutschland vorkommenden Pflanzengesellschaften enthält.
Es wurde dabei nur die Pflanzenformation III = Therophytenreichen Pioniervegetation (mit Ausnahme des unmittelbaren Küstenbereiches) berücksichtigt.
Diese Formation hat vier Klassen:
- Vogelmieren-Ackerunkrautgesellschaften - Stellarietea mediae Tx. et al. ex von Rochow 1951
- Wegrauken-Gesellschaften - Sisymbrietea Korneck 1974
- Zweizahn-Gesellschaften - Bidentetea tripartitae Tx. et al. ex von Rochow 1951
- Zwergbinsen-Gesellschaften - Isoëto-Nanojuncetea Br.-Bl. et Tx. ex Westhoff et al. 1946

Die Liste wurde in diese Klassen unterteilt.
Zu jeder Pflanzengesellschaft ist ein Bild, ihre Ordnung, ihr Verband, ihr synsystematischer Rang, ihr deutscher Name, ihr wissenschaftlicher Name und ihr Gefährdungsgrad (Spalte: G) in jeweils einer Spalte angegeben.
Rang:
- FOR = Formation
- KLA = Klasse
- ORD = Ordnung
- VRB = Verband
- ASS = Assoziation

Gefährdungsgrad:
- 0 = Ausgestorben oder verschollen
- 1 = Vom Aussterben bedroht
- 2 = Stark gefährdet
- 3 = Gefährdet
- G = Gefährdung anzunehmen
- R = Extrem selten
- V = Zurückgehend, Art der Vorwarnliste
- * = derzeit nicht gefährdet
- D = Daten zu Verbreitung und Gefährdung ungenügend[3]

Die Pflanzengesellschaften in dieser Liste sollten nur auf Artikel über die gesamte jeweilige Pflanzengesellschaft verlinkt werden, nicht auf einzelne Vertreter der Pflanzengesellschaft.

## Vogelmieren-Ackerunkrautgesellschaften
| Bild | Ordnung                                                                 | Verband                                         | Rang | Deutscher Name                                                          | wissenschaftlicher Name                                                              | G |
| ---- | ----------------------------------------------------------------------- | ----------------------------------------------- | ---- | ----------------------------------------------------------------------- | ------------------------------------------------------------------------------------ | - |
|      | Getreide- und Hackfrucht-Unkrautgesellschaften (basenreicher Standorte) |                                                 | ORD  | Getreide- und Hackfrucht-Unkrautgesellschaften (basenreicher Standorte) | Secalietalia Br.-Bl. 1936                                                            |   |
|      | Getreide- und Hackfrucht-Unkrautgesellschaften (basenreicher Standorte) | Ehrenpreis-Sonnenwolfsmilch-Gesellschaften      | VRB  | Ehrenpreis-Sonnenwolfsmilch-Gesellschaften                              | Veronico-Euphorbion Sissingh ex Passarge 1964                                        |   |
|      | Getreide- und Hackfrucht-Unkrautgesellschaften (basenreicher Standorte) | Ehrenpreis-Sonnenwolfsmilch-Gesellschaften      | ASS  | Bingelkraut-Gesellschaft                                                | Mercurialetum annuae Kruseman et Vlieger 1939                                        | * |
|      | Getreide- und Hackfrucht-Unkrautgesellschaften (basenreicher Standorte) | Ehrenpreis-Sonnenwolfsmilch-Gesellschaften      | ASS  | Hellerkraut-Erdrauch-Gesellschaft                                       | Thlaspio-Fumarietum officinalis Görs in Oberd. et al. 1967 ex Passarge et Jurko 1975 | V |
|      | Getreide- und Hackfrucht-Unkrautgesellschaften (basenreicher Standorte) | Ehrenpreis-Sonnenwolfsmilch-Gesellschaften      | ASS  | Weinbergslauch-Gesellschaft                                             | Geranio-Allietum vinealis Tx. ex von Rochow 1951                                     | 2 |
|      | Getreide- und Hackfrucht-Unkrautgesellschaften (basenreicher Standorte) | Haftdolden-Gesellschaften                       | VRB  | Haftdolden-Gesellschaften                                               | Caucalidion platycarpi Tx. ex von Rochow 1951                                        |   |
|      | Getreide- und Hackfrucht-Unkrautgesellschaften (basenreicher Standorte) | Haftdolden-Gesellschaften                       | ASS  | Haftdolden-Gesellschaft                                                 | Caucalido daucoidis-Scandicetum pecten-veneris Tx. 1937                              | 2 |
|      | Getreide- und Hackfrucht-Unkrautgesellschaften (basenreicher Standorte) | Haftdolden-Gesellschaften                       | ASS  | Ackerlichtnelken-Gesellschaft                                           | Euphorbio exiguae-Melandrietum noctiflori G. Müller 1964                             | 3 |
|      | Getreide- und Hackfrucht-Unkrautgesellschaften (basenreicher Standorte) | Haftdolden-Gesellschaften                       | ASS  | Tännelkraut-Gesellschaft                                                | Kickxietum spuriae Kruseman et Vlieger 1939                                          | 2 |
|      | Getreide- und Hackfrucht-Unkrautgesellschaften (basenreicher Standorte) | Haftdolden-Gesellschaften                       | ASS  | Adonisröschen-Schleifenblumen-Gesellschaft                              | Adonido-Iberidetum amarae (Allorge 1922) Tx. 1950 nom. invalid.                      | D |
|      | Windhalm-Gesellschaften (bodensaurer Standorte)                         |                                                 | ORD  | Windhalm-Gesellschaften (bodensaurer Standorte)                         | Aperetalia spicae-venti J. Tx. et R. Tx. in Malato-Beliz et al. 1960                 |   |
|      | Windhalm-Gesellschaften (bodensaurer Standorte)                         | Windhalm-Gesellschaften (bodensaurer Standorte) | VRB  | Windhalm-Gesellschaften (bodensaurer Standorte)                         | Aphanion arvensis J. Tx. et R. Tx. in Malato-Beliz et al. 1960                       |   |
|      | Windhalm-Gesellschaften (bodensaurer Standorte)                         | Windhalm-Gesellschaften (bodensaurer Standorte) | ASS  | Lämmersalat-Gesellschaft                                                | Sclerantho-Arnoseridetum minimae Tx. 1937                                            | 2 |
|      | Windhalm-Gesellschaften (bodensaurer Standorte)                         | Windhalm-Gesellschaften (bodensaurer Standorte) | ASS  | Sandmohn-Gesellschaft                                                   | Papaveretum argemones Kruseman et Vlieger 1939                                       | 2 |
|      | Windhalm-Gesellschaften (bodensaurer Standorte)                         | Windhalm-Gesellschaften (bodensaurer Standorte) | ASS  | Ackerfrauenmantel-Kamillen-Gesellschaft                                 | Aphano-Matricarietum chamomillae Tx. 1937 nom. mutat. propos.                        | 3 |
|      | Windhalm-Gesellschaften (bodensaurer Standorte)                         | Windhalm-Gesellschaften (bodensaurer Standorte) | ASS  | Honiggras-Stechhohlzahn-Gesellschaft                                    | Holco-Galeopsietum Hilbig 1967                                                       | 3 |
|      | Windhalm-Gesellschaften (bodensaurer Standorte)                         | Windhalm-Gesellschaften (bodensaurer Standorte) | ASS  | Gelbhohlzahn-Ackerknäuel-Gesellschaft                                   | Galeopsis segetum-Scleranthus annuus-Gesellschaft                                    | 1 |
|      | Windhalm-Gesellschaften (bodensaurer Standorte)                         | Fingerhirsen- und Borstenhirsen-Gesellschaften  | VRB  | Fingerhirsen- und Borstenhirsen-Gesellschaften                          | Panico-Setarion Sissingh in Westhoff et al. 1946                                     |   |
|      | Windhalm-Gesellschaften (bodensaurer Standorte)                         | Fingerhirsen- und Borstenhirsen-Gesellschaften  | ASS  | Saatwucherblumen-Gesellschaft                                           | Spergulo-Chrysanthemetum segetum Br.-Bl. et De Leeuw ex Tx. 1937                     | 3 |
|      | Windhalm-Gesellschaften (bodensaurer Standorte)                         | Fingerhirsen- und Borstenhirsen-Gesellschaften  | ASS  | Borstenhirsen-Knopfkraut-Gesellschaft                                   | Setario-Galinsogetum parviflorae Tx. 1950 nom. invalid.                              | * |
|      | Windhalm-Gesellschaften (bodensaurer Standorte)                         | Fingerhirsen- und Borstenhirsen-Gesellschaften  | ASS  | Fadenhirsen-Gesellschaft                                                | Digitarietum ischaemi Tx. 1950 nom. invalid. et nom. mutat. propos.                  | * |
|      | Windhalm-Gesellschaften (bodensaurer Standorte)                         | Hackfrucht-Unkrautgesellschaften saurer Böden   | VRB  | Hackfrucht-Unkrautgesellschaften saurer Böden                           | Spergulo-Oxalidion Görs in Oberd. et al. 1967 nom. invalid.                          |   |
|      | Windhalm-Gesellschaften (bodensaurer Standorte)                         | Hackfrucht-Unkrautgesellschaften saurer Böden   | ASS  | Gänsefuß-Sauerklee-Gesellschaft                                         | Chenopodio-Oxalidetum fontanae Sissingh 1950 nom. conserv. propos.                   | 3 |
|      | Leinacker-Gesellschaften                                                |                                                 | ORD  | Leinacker-Gesellschaften                                                | Lolio remoti-Linetalia J. Tx. et R. Tx. in Lohmeyer et al. 1962                      |   |
|      | Leinacker-Gesellschaften                                                | Leinacker-Gesellschaften                        | VRB  | Leinacker-Gesellschaften                                                | Lolio remoti-Linion Tx. 1950 nom. invalid.                                           |   |
|      | Leinacker-Gesellschaften                                                | Leinacker-Gesellschaften                        | ASS  | Leinlolch-Gesellschaft                                                  | Sileno linicolae-Linetum Tx. ex Oberd. 1957                                          | 0 |
|      | Liebesgras-Hackfruchtunkrautgesellschaften                              |                                                 | ORD  | Liebesgras-Hackfruchtunkrautgesellschaften                              | Eragrostietalia J. Tx. ex Poli 1966                                                  |   |
|      | Liebesgras-Hackfruchtunkrautgesellschaften                              | Liebesgras-Hackfruchtunkrautgesellschaften      | VRB  | Liebesgras-Hackfruchtunkrautgesellschaften                              | Eragrostion minoris Tx. in Slavnic 1944                                              |   |
|      | Liebesgras-Hackfruchtunkrautgesellschaften                              | Liebesgras-Hackfruchtunkrautgesellschaften      | ASS  | Fingerhirsen-Liebesgras-Gesellschaft                                    | Digitario-Eragrostietum Tx. ex von Rochow 1951                                       | * |

## Wegrauken-Gesellschaften
| Bild | Ordnung                  | Verband                                       | Rang | Deutscher Name                                 | wissenschaftlicher Name                                                                          | G |
| ---- | ------------------------ | --------------------------------------------- | ---- | ---------------------------------------------- | ------------------------------------------------------------------------------------------------ | - |
|      | Wegrauken-Gesellschaften |                                               | ORD  | Wegrauken-Gesellschaften                       | Sisymbrietalia J. Tx. ex Görs 1966 nom. conserv. propos.                                         |   |
|      | Wegrauken-Gesellschaften | Wegrauken-Gesellschaften                      | VRB  | Wegrauken-Gesellschaften                       | Sisymbrion officinalis Tx. et al. ex von Rochow 1951 nom. conserv. propos.                       |   |
|      | Wegrauken-Gesellschaften | Wegrauken-Gesellschaften                      | ASS  | Wegrauken-Basalgesellschaft                    | Sisymbrion officinalis-Basalgesellschaft                                                         | * |
|      | Wegrauken-Gesellschaften | Wegrauken-Gesellschaften                      | ASS  | Mäusegersten-Gesellschaft                      | Hordeetum murini Libbert 1932                                                                    | * |
|      | Wegrauken-Gesellschaften | Wegrauken-Gesellschaften                      | ASS  | Brennnessel-Wegmalven-Gesellschaft             | Hyoscyamo nigri-Malvetum neglectae Aichinger 1933                                                | 3 |
|      | Wegrauken-Gesellschaften | Wegrauken-Gesellschaften                      | ASS  | Gesellschaft des Stinkenden Gänsefußes         | Malvo neglectae-Chenopodietum vulvariae Gutte 1966                                               | 1 |
|      | Wegrauken-Gesellschaften | Wegrauken-Gesellschaften                      | ASS  | Gesellschaft der Kleinen Malve                 | Malvetum pusillae Morariu 1943                                                                   | 3 |
|      | Wegrauken-Gesellschaften | Wegrauken-Gesellschaften                      | ASS  | Kompaßlattich-Gesellschaft                     | Erigeronto-Lactucetum serriolae Lohmeyer in Oberd. 1957                                          | * |
|      | Wegrauken-Gesellschaften | Wegrauken-Gesellschaften                      | ASS  | Sophienrauken-Gesellschaft                     | Sisymbrietum sophiae Kreh 1935                                                                   | * |
|      | Wegrauken-Gesellschaften | Wegrauken-Gesellschaften                      | ASS  | Streifengänsefuß-Gesellschaft                  | Chenopodietum stricti (Oberd. 1957) Passarge 1964                                                | * |
|      | Wegrauken-Gesellschaften | Wegrauken-Gesellschaften                      | ASS  | Glanzmelden-Gesellschaft                       | Sisymbrio-Atriplicetum nitentis Oberd. ex Mahn et R. Schubert 1962                               | * |
|      | Wegrauken-Gesellschaften | Wegrauken-Gesellschaften                      | ASS  | Gesellschaft der Langblättrigen Melde          | Sisymbrio-Atriplicetum oblongifoliae Oberd. 1957                                                 | * |
|      | Wegrauken-Gesellschaften | Wegrauken-Gesellschaften                      | ASS  | Scharfkraut-Balmengesellschaft                 | Sisymbrio-Asperuginetum Rebholz 1931                                                             | 2 |
|      | Wegrauken-Gesellschaften | Wegrauken-Gesellschaften                      | ASS  | Igelsamen-Erdbeerspinat-Gesellschaft           | Lappulo deflexae-Chenopodietum foliosi Bernátová 1986                                            | - |
|      | Wegrauken-Gesellschaften | Wegrauken-Gesellschaften                      | ASS  | Tatarenmelden-Gesellschaft                     | Cynodonto-Atriplicetum tataricae Morariu 1943                                                    | * |
|      | Wegrauken-Gesellschaften | Süd-mitteleuropäische Gänsefuß-Gesellschaften | VRB  | Süd-mitteleuropäische Gänsefuß-Gesellschaften  | Chenopodion muralis Br.-Bl. 1931                                                                 |   |
|      | Wegrauken-Gesellschaften | Süd-mitteleuropäische Gänsefuß-Gesellschaften | ASS  | Mauergänsefuß-Gesellschaft                     | Chenopodietum muralis Br.-Bl. et Maire 1924                                                      | - |
|      | Wegrauken-Gesellschaften | Ukrainesalzkraut-Gesellschaften               | VRB  | Ukrainesalzkraut-Gesellschaften                | Salsolion ruthenicae Philippi 1971                                                               |   |
|      | Wegrauken-Gesellschaften | Ukrainesalzkraut-Gesellschaften               | ASS  | Ukrainesalzkraut-Basalgesellschaft             | Salsolion ruthenicae-Basalgesellschaft                                                           | * |
|      | Wegrauken-Gesellschaften | Ukrainesalzkraut-Gesellschaften               | ASS  | Gesellschaft des Schmalflügeligen Wanzensamens | Bromo tectorum-Corispermetum leptopteri Sissingh et Westhoff ex Sissingh 1950 corr. Dengler 2000 | * |
|      | Wegrauken-Gesellschaften | Ukrainesalzkraut-Gesellschaften               | ASS  | Sandwegerich-Gesellschaft                      | Plantagini indicae-Senecionetum viscosi Eliá□ 1986                                               | * |
|      | Wegrauken-Gesellschaften | Ukrainesalzkraut-Gesellschaften               | ASS  | Gesellschaft der Dichtblütigen Radmelde        | Kochietum densiflorae Gutte et Klotz 1985                                                        | * |

## Zweizahn-Gesellschaften
| Bild | Ordnung                 | Verband                              | Rang | Deutscher Name                                | wissenschaftlicher Name                                                 | G |
| ---- | ----------------------- | ------------------------------------ | ---- | --------------------------------------------- | ----------------------------------------------------------------------- | - |
|      |                         |                                      | ASS  | Basalgesellschaft der Zweizahn-Gesellschaften | Bidentetea tripartitae-Basalgesellschaft                                | * |
|      | Zweizahn-Gesellschaften |                                      | ORD  | Zweizahn-Gesellschaften                       | Bidentetalia tripartitae Br.-Bl. et Tx. ex Klika et Hadac 1944          |   |
|      | Zweizahn-Gesellschaften | Zweizahn-Gesellschaften              | VRB  | Zweizahn-Gesellschaften                       | Bidention tripartitae Nordhagen 1940                                    |   |
|      | Zweizahn-Gesellschaften | Zweizahn-Gesellschaften              | ASS  | Zweizahn-Basalgesellschaft                    | Bidention tripartitae-Basalgesellschaft                                 | * |
|      | Zweizahn-Gesellschaften | Zweizahn-Gesellschaften              | ASS  | Zweizahn-Wasserpfeffer-Gesellschaft           | Bidenti-Polygonetum hydropiperis Lohmeyer in Tx. 1950 nom. invalid.     | * |
|      | Zweizahn-Gesellschaften | Zweizahn-Gesellschaften              | ASS  | Gesellschaft des Nickenden Zweizahns          | Bidentetum cernuae (Kobendza 1948) Slavnic 1951                         | D |
|      | Zweizahn-Gesellschaften | Zweizahn-Gesellschaften              | ASS  | Gesellschaft des Rotgelben Fuchsschwanzes     | Rumici-Alopecuretum aequalis Cîrtu 1972                                 | * |
|      | Zweizahn-Gesellschaften | Zweizahn-Gesellschaften              | ASS  | Gifthahnenfuß-Gesellschaft                    | Bidenti-Ranunculetum scelerati (Miljan 1933) Tx. 1978                   | * |
|      | Zweizahn-Gesellschaften | Zweizahn-Gesellschaften              | ASS  | Strandampfer-Gesellschaft                     | Rumicetum maritimi Sissingh ex Tx. 1950 nom. invalid.                   | * |
|      | Zweizahn-Gesellschaften | Zweizahn-Gesellschaften              | ASS  | Sumpfampfer-Gesellschaft                      | Rumicetum palustris (Timár 1950) W. Fischer 1978                        | V |
|      | Zweizahn-Gesellschaften | Zweizahn-Gesellschaften              | ASS  | Moorgreiskraut-Gesellschaft                   | Senecionetum tubicaulis Burrichter 1970                                 | * |
|      | Zweizahn-Gesellschaften | Graugänsefuß-Flussufergesellschaften | VRB  | Graugänsefuß-Flussufergesellschaften          | Chenopodion glauci Hejný 1974                                           |   |
|      | Zweizahn-Gesellschaften | Graugänsefuß-Flussufergesellschaften | ASS  | Graugänsefuß-Basalgesellschaft                | Chenopodion glauci-Basalgesellschaft                                    | * |
|      | Zweizahn-Gesellschaften | Graugänsefuß-Flussufergesellschaften | ASS  | Gesellschaft des Roten Gänsefußes             | Chenopodietum rubri Timár 1947                                          | V |
|      | Zweizahn-Gesellschaften | Graugänsefuß-Flussufergesellschaften | ASS  | Flußknöterich-Gesellschaft                    | Chenopodio rubri-Polygonetum brittingeri Lohmeyer 1950                  | V |
|      | Zweizahn-Gesellschaften | Graugänsefuß-Flussufergesellschaften | ASS  | Spitzkletten-Gesellschaft                     | Xanthio albini-Chenopodietum rubri Lohmeyer et Walther in Lohmeyer 1950 | * |
|      | Zweizahn-Gesellschaften | Graugänsefuß-Flussufergesellschaften | ASS  | Sumpfkressen-Hirschsprung-Gesellschaft        | Rorippo-Corrigioletum littoralis Malcuit 1929                           | 3 |

## Zwergbinsen-Gesellschaften
| Bild | Ordnung                                               | Verband                                                 | Rang | Deutscher Name                                              | wissenschaftlicher Name                                                   | G |
| ---- | ----------------------------------------------------- | ------------------------------------------------------- | ---- | ----------------------------------------------------------- | ------------------------------------------------------------------------- | - |
|      |                                                       |                                                         | ASS  | Zwergbinsen-Basalgesellschaft                               | Isoëto-Nanojuncetea-Basalgesellschaft                                     | * |
|      | Mittel- und osteuropäische Zwergbinsen-Gesellschaften |                                                         | ORD  | Mittel- und osteuropäische Zwergbinsen-Gesellschaften       | Nanocyperetalia Klika 1935                                                |   |
|      | Mittel- und osteuropäische Zwergbinsen-Gesellschaften |                                                         | ASS  | Sumpfquendel-Gesellschaft                                   | Peplis portula-Gesellschaft                                               | V |
|      | Mittel- und osteuropäische Zwergbinsen-Gesellschaften | Zwergbinsen-Gesellschaften der Teichböden und Flussufer | VRB  | Zwergbinsen-Gesellschaften der Teichböden und Flussufer     | Elatino-Eleocharition ovatae (Pietsch et Müller-Stoll 1968) Pietsch 1973  |   |
|      | Mittel- und osteuropäische Zwergbinsen-Gesellschaften | Zwergbinsen-Gesellschaften der Teichböden und Flussufer | ASS  | Gesellschaft des Braunen Zypergrases                        | Cyperus fuscus-Gesellschaft                                               | V |
|      | Mittel- und osteuropäische Zwergbinsen-Gesellschaften | Zwergbinsen-Gesellschaften der Teichböden und Flussufer | ASS  | Gesellschaft des Dreimännigen und des Wasserpfeffer-Tännels | Elatine triandra-Elatine hydropiper-Gesellschaft                          | 2 |
|      | Mittel- und osteuropäische Zwergbinsen-Gesellschaften | Zwergbinsen-Gesellschaften der Teichböden und Flussufer | ASS  | Zypergrasseggen-Eisumpfbinsen-Gesellschaft                  | Eleocharito-Caricetum bohemicae Klika 1935                                | 2 |
|      | Mittel- und osteuropäische Zwergbinsen-Gesellschaften | Zwergbinsen-Gesellschaften der Teichböden und Flussufer | ASS  | Zypergras-Schlammling-Gesellschaft                          | Cypero fusci-Limoselletum aquaticae (Oberd. 1957) Korneck 1960            | 3 |
|      | Mittel- und osteuropäische Zwergbinsen-Gesellschaften | Zwergbinsen-Gesellschaften der Teichböden und Flussufer | ASS  | Quirltännel-Sandbinsen-Gesellschaft                         | Elatino alsinastri-Juncetum tenageiae Libbert ex Fischer 1973             | 2 |
|      | Mittel- und osteuropäische Zwergbinsen-Gesellschaften | Zwergbinsen-Gesellschaften der Stillgewässerufer        | VRB  | Zwergbinsen-Gesellschaften der Stillgewässerufer            | Radiolion linoidis (Rivas-Goday 1961) Pietsch 1973                        |   |
|      | Mittel- und osteuropäische Zwergbinsen-Gesellschaften | Zwergbinsen-Gesellschaften der Stillgewässerufer        | ASS  | Fadenenzian-Gesellschaft                                    | Cicendietum filiformis Allorge 1922                                       | 2 |
|      | Mittel- und osteuropäische Zwergbinsen-Gesellschaften | Zwergbinsen-Gesellschaften der Stillgewässerufer        | ASS  | Schuppenmieren-Knorpelkraut-Gesellschaft                    | Spergulario-Illecebretum verticillati (Diémont et al. 1940) Sissingh 1957 | 2 |
|      | Mittel- und osteuropäische Zwergbinsen-Gesellschaften | Zwergbinsen-Gesellschaften der Stillgewässerufer        | ASS  | Krötenbinsen-Mauergipskraut-Gesellschaft                    | Junco bufonii-Gypsophiletum muralis (Ambroz 1939) Pietsch 1996            | 3 |
|      | Mittel- und osteuropäische Zwergbinsen-Gesellschaften | Zwergbinsen-Gesellschaften der Stillgewässerufer        | ASS  | Kleinling-Hornmoos-Gesellschaft                             | Centunculo-Anthocerotetum punctati Koch ex Libbert 1932                   | 2 |
|      | Mittel- und osteuropäische Zwergbinsen-Gesellschaften | Zwergbinsen-Gesellschaften der Stillgewässerufer        | ASS  | Bachsternmieren-Moorbinsen-Gesellschaft                     | Stellario uliginosae-Isolepidetum setaceae Libbert 1932                   | 3 |
|      | Mittel- und osteuropäische Zwergbinsen-Gesellschaften | Zwergbinsen-Gesellschaften der Stillgewässerufer        | ASS  | Gesellschaft des Gelblichen Zypergrases                     | Cyperetum flavescentis W. Koch 1926                                       | 2 |
|      | Mittel- und osteuropäische Zwergbinsen-Gesellschaften | Zwergbinsen-Gesellschaften der Stillgewässerufer        | ASS  | Ysopblutweiderich-Naßbrachengesellschaft                    | Veronico anagalloides-Lythretum hyssopifoliae Wagner ex Holzner 1973      | - |
|      | Mittel- und osteuropäische Zwergbinsen-Gesellschaften | Zwergbinsen-Gesellschaften der Stillgewässerufer        | ASS  | Tausengüldenkraut-Bitterlings-Gesellschaft                  | Centaurium pulchellum-Blackstonia acuminata-Gesellschaft                  | 3 |